# Рехницер, Ялмар
Ялмар Рехницер (дат. Hjalmar Rechnitzer; 1 декабря 1872, Ольборг, Дания — 21 Июня 1953, Копенгаген) — датский военно-морской офицер.

## Биография
Родился в Ольборге в семье бизнесмена и консула Петера Рехницера. 
В 1892 году поступил на службу в ВМС в звании кадета. В 1901 году был произведен в первые лейтенанты.
В 1905 году поступил на службу в Министерство военно-морского флота, где участвовал в развитии датского подводного флота. Здесь же он проявил себя как убежденный сторонник политики нейтралитета под угрозой вторжения Германии.
С началом Второй мировой войны 1 сентября 1939 года начал вести дневник. После отставки он подготовил мемуары, которые были опубликованы только в 2003 году.
Оккупация Дании 9 апреля 1940 года без сопротивления была воспринята значительной частью армии и флота как позор. Одной из причин было то, что Рехницер не отдал приказ о приведении службы безопасности флота в состояние высшей боевой готовности. Вскоре после этого четыре старших командира под командованием Рехницера потребовали от него уйти в отставку.
Умер в 1953 году в Копенгагене. Был кремирован, урна была захоронена на кладбище Альмен Киркегорд в Ольборге.

## Личная жизнь
В 1902 году он женился на Эмили Адольф.